# PS Puppis
 (mai 2023).
Améliorez-le ou discutez des points à vérifier. 
Désignations
PS Puppis abrégé en PS Pup, autrement nommé HD 60168, est un système d'étoiles contenant une étoile variable ellipsoïdale de la séquence principale et une géante bleue de la séquence principale de la constellation de la Poupe (Puppis),. Selon la mesure de sa parallaxe annuelle par le satellite Gaia, elle se situe à 758,50 années-lumière. Elle a été découverte en 1918 lors de la classification des étoiles lumineuses du ciel dans le catalogue Henry Drayer.

## Caractéristiques de PS Puppis
Le système PS Puppis contient PS Puppis A et PS Puppis B.

### PS Puppis A
PS Puppis A est une géante bleue ellipsoïdale de la séquence principale. Son rayon 2 à 1.70 celui du soleil. Les deux étoiles possèdent une température de surface d'environ 25 000 K et un type spectral B8V. Le rayon de la deuxième étoile (PS Puppis B) n'a pas encore été déterminé,.

### PS Puppis B
PS Puppis B est une géante bleue de la séquence principale, sa température est d'environ 25 000 K. Cette étoile attire PS Puppis A et PS Puppis B est attirée par PS Puppis dans la forme d'une valse. Cette valse déplacerait les gaz présents dans ces deux étoiles, ces gaz sont attirés par les deux étoiles en même temps ce qui crée une grande variabilité de la magnitude des deux étoiles,.